# Ingo Preminger
Ingwald (Ingo) Preminger (Czernowitz, (tegenwoordig) Oekraïne, 25 februari 1911 - Pacific Palisades (Los Angeles), 7 juni 2006) was een Amerikaanse filmproducent van Joods-Oostenrijkse afkomst.
Hij was de jongere broer van de meer bekende Amerikaanse theater- en filmproducent annex -regisseur Otto Preminger (overleden in 1986).
Preminger werd geboren in een geassimileerd Joods gezin in de Oost-Europese landstreek Boekovina die toentertijd bij Oostenrijk-Hongarije behoorde. Hij legde zich toe op een studie rechtsgeleerdheid en ging na zijn afstuderen als advocaat in Wenen aan de slag. Nadat Oostenrijk vanwege de Anschluss in 1938 onderdeel was geworden van nazi-Duitsland nam de Joodse familie Preminger de wijk naar de Verenigde Staten.
Na de Tweede Wereldoorlog opende hij in 1948 een agentschap voor kunstenaars. Als klanten had hij onder meer de draaiboekauteurs Dalton Trumbo en Ring Lardner jr. die rond die tijd ten prooi vielen aan de heksenjacht op (vermeende) communisten van senator Joseph McCarthy. Als dank voor de hulp die Preminger hen verleende, gaf Lardner jr. hem in 1970 het draaiboek van een legersatire die was gebaseerd op de boekenserie M*A*S*H van de Amerikaanse schrijver Richard Hooker.

Filmregisseur Robert Altman maakte vervolgens in hetzelfde jaar voor Premingers filmproductiemaatschappij de gelijknamige film M*A*S*H. Deze was zo succesvol dat zij met de Golden Globe werd bekroond alsook met een Oscarnominatie voor de beste speelfilm.
Na dit positieve onthaal produceerde Preminger nog slechts enkele films zoals The Last of the Cowboys, een komedie waarin de beroemde Amerikaanse acteur Henry Fonda meespeelde en een spionagethriller genaamd Top Secret met bekende acteurs als de Oostenrijker Klaus Maria Brandauer en de Amerikaan Barry Newman.
Ingo Preminger overleed op 95-jarige leeftijd; zijn echtgenote met wie hij zo'n zeventig jaar getrouwd was geweest overleefde hem.

## Films
- M*A*S*H (1970)
- Top Secret (ook wel genoemd The Salzburg Connection) (1972)
- The Last of the Cowboys (1977)